# Quillebeuf-sur-Seine
Quillebeuf-sur-Seine es una comuna francesa situada en el departamento de Eure, en la región de Normandía.
Localizada sobre la orilla izquierda del río Sena, la comuna es un antiguo puerto.
Es una comuna básicamente rural. En 2018, el 80,2% de su superficie estaba dedicada a la agricultura.

## Demografía
| 1087 | 1245 | 1201 | 1100 | 1044 | 1011 | 839 |
| Para los censos de 1962 a 1999 la población legal corresponde a la población sin duplicidades (Fuente: INSEE [Consultar]) |      |      |      |      |      |     |